# K-Electric FC
Der Karachi Electric Supply Corporation Football Club, auch einfach nur K-Electric FC genannt, war ein professioneller pakistanischer Fußballverein aus Karatschi. Zuletzt spielte der Verein in der ersten Liga des Landes, der Pakistan Premier League.

## Geschichte
Der Verein wurde 2013 gegründet. 2013 und 2014 wurde man Vizemeister. Die einzige Meisterschaft feierte man 2015. Viermal stand der Verein im Endspiel des PFF Cup. 2020 wurde der Verein aufgelöst.

## Erfolge
- Pakistan Premier League

Meister: 2014/15
Vizemeister: 2012/13, 2013/14
- PFF Cup

Finalist: 2011, 2012, 2013, 2014

## Stadion
Der Verein trug seine Heimspiele im Peoples Football Stadium in Karatschi aus. Das Stadion hat ein Fassungsvermögen von 40.000 Personen.

## Trainerchronik
| Trainer       | Nation           | von               | bis             |
| ------------- | ---------------- | ----------------- | --------------- |
| Hassan Baloch | Pakistan         | 1. Juli 2014      | 27. Juli 2015   |
| Majid Shafiq  | Pakistan England | 27. Juli 2015     | 30. August 2015 |
| Hassan Baloch | Pakistan         | 1. September 2015 | 30. Juni 2019   |

## Saisonplatzierung
| Saison  | Liga                    | Teams | Platz |
| ------- | ----------------------- | ----- | ----- |
| 2006/07 | Pakistan Premier League | 12    | 6.    |
| 2007/08 | Pakistan Premier League | 14    | 8.    |
| 2008    | Pakistan Premier League | 14    | 12.   |
| 2009/10 | Pakistan Premier League | 14    | 8.    |
| 2010/11 | Pakistan Premier League | 16    | 4.    |
| 2011/12 | Pakistan Premier League | 16    | 5.    |
| 2012/13 | Pakistan Premier League | 16    | 2.    |
| 2013/14 | Pakistan Premier League | 16    | 2.    |
| 2014/15 | Pakistan Premier League | 12    | 1.    |
| 2015/16 |                         |       |       |
| 2016/17 |                         |       |       |
| 2017/18 |                         |       |       |
| 2018/19 | Pakistan Premier League | 16    | 6.    |